# Fiebrigella parcepilosa
Fiebrigella parcepilosa är en tvåvingeart som först beskrevs av Collin 1946.  Fiebrigella parcepilosa ingår i släktet Fiebrigella och familjen fritflugor. Inga underarter finns listade i Catalogue of Life.